# 逆ピラミッド

逆ピラミッドの視覚化。上から順に以下の通りとなっている。

1. 最もニュース価値のある情報、5W1H
2. 重要な詳細
3. 雑多な情報、背景情報

逆ピラミッド（英: inverted pyramid）は、ジャーナリストや他の書き手が用いるメタファーであり、文章における情報にどのように優先順位をつけて構造化すべきかという説明である。新聞体で書くための一般的な方法である。これはニュース報道についての基礎を理解するための最良の方法である。マスコミやジャーナリズムを学ぶ学生に広く教育され、英語圏のメディアでは組織的に用いられている。
またウェブの文章においても、ユーザビリティ（使いやすさ）の点で、逆ピラミッドの文章にすることが重要である。

## 説明
逆にした、ひっくり返った、ピラミッドの単純な三角形として考えられる。上部の最も広い部分は、最も実があり、興味深く、重要な情報として伝えられる記事の見出しとなりうる題材であり、他の題材は下部に行くに従って重要性が徐々に減っていく。

## 目的
報道文書では他の体裁も用いられ、逸話的な導入では、中心となる事実よりも目を引く物語や逸話から始められる。また質疑応答の形式もある。逆ピラミッドでも、序章的な誘いとして読者を話題に惹き付けるために、挑発的な引用、質問、画像が用いられてもよい。
この形式が評価される理由には2つある。まず、読者は話題の一部始終を知らないときでも、理解した時点で読むのを停止することができる。次に、その読者は話題の詳細に通じていくことになる。
この方法では、読者が理解するのに不可欠な情報は、話題の後のほうで現れることを意味し、字数の制約やその他の理由がある場合には編集しやすい。「後ろからのカット」(cutting from the bottom)と呼ばれている。

## 歴史
歴史家はこの体裁が開発されたということには同意しない。電報の発明がきっかけとなり、経費削減のために記者が題材を要約することへの弾みをつけたとよく言われる。しかしまた、アメリカの新聞における19世紀の新聞記事の研究は、この体裁は電報よりも数十年遅くして広まったことを示しており、改革の時代の社会と教育の力が、説明的で物語風の体裁よりも、事実の報告を促したという理由も考えられる。
この形式によるチップ・スキャンランの文には、電文体の報告の例としてよく引用されるものがある。
誰が、いつ、どこで、なぜ、何が、どのようには最初の段落に書かれている。続いて、より重要でない詳細が示される。よりピラミッドを意識する場合、頭が撃たれたという文を移動する。
AP通信のような他の報道機関は、暗殺を報道した時にこの体裁を用いず、経時的にまとめていた。

## ウェブの文章における重要性
インターネットにおいても、ハイパーテキストのユーザビリティ（使いやすさ）の研究者であるヤコブ・ニールセンは、1996年にも逆ピラミッドの体裁は重要であると述べている。後の『新ウェブ・ユーザビリティ』でも逆ピラミッド型の文章の重要性に言及し、『モバイル・ユーザビリティ』においても二次的な情報は後に示すようにと説明している。